# Châteldon
Châteldon là một xã trong tỉnh Puy-de-Dôme, thuộc vùng hành chính Auvergne-Rhône-Alpes của nước Pháp, có dân số là 737 người (thời điểm 1999).

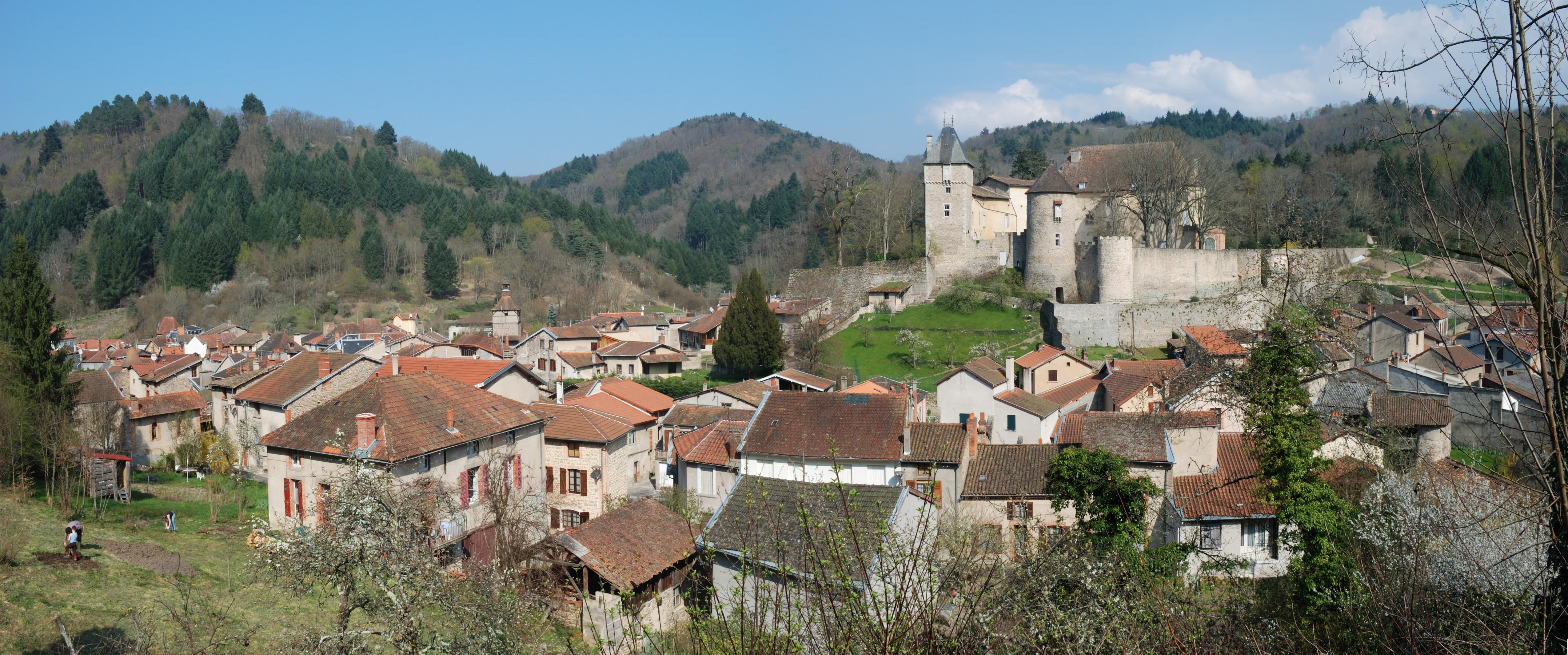

## Nhân khẩu học
| 1882  | 1990 | 1999 |
| ----- | ---- | ---- |
| 1 946 | 840  | 737  |